# Carmen Johannis

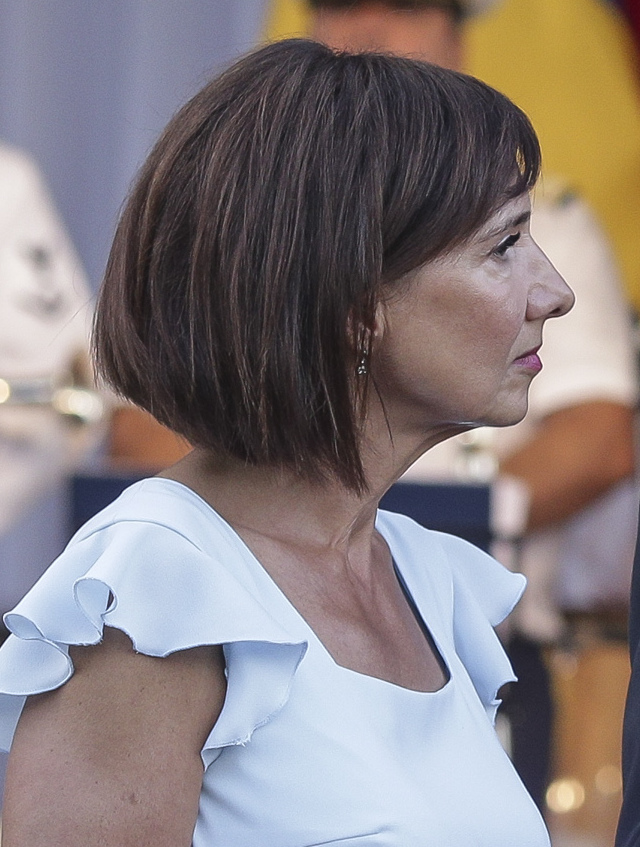
Carmen Johannis, 2018

Carmen Johannis (rumänisch Carmen Iohannis; * 2. November 1960 als Carmen Georgeta Lăzurcă) ist die Ehegattin des rumänischen Staatspräsidenten Klaus Johannis.

## Leben und Familie
Carmen Johannis ist seit 1990 als Englischlehrerin am Nationalgymnasium „Gheorghe Lazăr“ in Hermannstadt tätig.
Sie entstammt einer Familie rumänisch griechisch-katholischer Konfession in Sântu, einem Dorf nahe Reghin im Kreis Mureș. Während ihres Studiums lernte sie im Alter von 23 Jahren auf einer Bergtour mit einer Gruppe von Freunden ihren späteren Ehemann Klaus Johannis kennen.
In der Zeit des Verbots der Rumänischen Griechisch-katholischen Kirche durch das kommunistische Regime nahmen Carmen und Klaus Johannis an im Verborgenen zelebrierten Messen des Erzpriesters Pompeiu Onofreiu in dessen Haus in der Strada Șelarilor (Sattlerstraße) teil.
Das Paar heiratete 1989, es ist kinderlos.
Klaus Johannis bezeichnete seine Ehefrau auch in politischen Fragen als wichtigste Vertraute. Sie sei für ihn ein Grund gewesen, in Rumänien zu bleiben, als nach der Rumänischen Revolution von 1989 die große Mehrheit der Rumäniendeutschen aus dem Land ausreiste, Johannis’ Eltern eingeschlossen.
Carmen Johannis ist erklärte Bewunderin der rumänischen Königsfamilie und der Ehefrau des ehemaligen US-Präsidenten Barack Obama, Michelle.